# 장기영 (희극인)
장기영(1982년 11월 30일 ~ )은 대한민국의 희극인이다.

## 생애
제주대학교를 졸업하고 OBS 공채 1기 개그맨으로 데뷔했다. 그러나 OBS에서 설 자리를 잃은 장기영은 대학로에서 개그를 했고, 《개그콘서트》의 김석현 PD의 눈에 들었고, 2009년 《워워워》코너를 통해 개그콘서트에 데뷔하였다. 이후 2010년 KBS 25기 공채 개그맨이 되었다. 장기영과 비슷한 식으로 들어온 신인 개그맨으로는 권미진 이 있다.

## 학력
- 제주대학교 관광경영학과 학사

## 출연
- KBS2《개그콘서트》
  - 〈드라이 클리닝〉
  - 〈워워워〉
  - 〈엑스트라〉
  - 〈봉숭아 학당〉 다팔아닷컴 대표, 강남, 대충사는 남자 역
  - 〈불편한 진실〉
  - 〈꺾기도〉
  - 〈슈퍼스타 KBS〉
  - 〈신사동 노랭이〉
  - 〈시청률의 제왕〉
  - 〈엔젤스〉
  - 〈왕게임〉
  - 〈사건의 전말〉
  - 〈은밀하게 연애하게〉국과수 장천근 요원 역
  - 〈핵존심〉
  - 〈출소〉
  - 〈일촉즉발〉북한 군인 역
  - 〈회의자들〉
  - 〈픽미업〉
  - 〈이럴 줄 알고〉
  - 〈장스타 Ent〉대표 역
  - 〈핵갈린 늬우스〉앵커 역
  - 〈땀복근무〉형사 역
  - 〈아무말 대잔치〉캐스터 역
  - 〈버스킹 어게인〉
  - 〈Scene 봉선생〉감독 역
  - 〈당황스럽다〉
  - 〈심폐소생 사진전〉
- KBS2《개그스타》
  - 〈도개걸즈〉
- EBS《신체가 튼튼》
- tvN《식량일기 닭볶음탕 편》
- JTBC <장르만 코미디>
- KBS 2TV《개승자》

### 영화
- 2012년 《아이스 에이지 4:대륙 이동설》 성우 역

## 유행어
- 안녕하쉽니까!, 안 사면 바이바이~(봉숭아학당)
- 길을 비켜 길을 비켜 봉숭아 주인공이 나왔다이아이아~(봉숭아학당)
- ~할거 아니잖아요.(봉숭아학당)
- 워~워~워~워~ 넌 어려서몰라~(워워워)
- 인생 어두워~(워워워)
- 허벌난다 허벌나~!(왕게임)
- ~부러(왕게임)
- oo 하는거 맞지?(사건의 전말)
- 훅 들어갔다 훅 나간 것 맞지?(사건의 전말)
- 재밌는 경찰서네~(은밀하게 연애하게)
- 여기서 한거?(은밀하게 연애하게)
- OK 여기까지~ (은밀하게 연애하게)
- 저기요 여자가 ○○하면 다쳐요. 이런건 남자가 해야죠.(핵존심)
- 안돼! 스타 안돼~!(장스타 Ent)
- 뭐 없어!(장스타 Ent)
- 북 조선 뉴스입니다 드디어 우리 북조선이 10여년에 연구끝에 ○○을 개발했습니다.(핵갈린 늬우스)
- ○○가 뭡네까?(핵갈린 늬우스)
- 시청자 여러분 안녕하십니까? KBS 아무말 대잔치입니다. (아무말 대잔치)
- 굿 잡! 도장 쾅쾅!(아무말 대잔치)
- 남자가 너무 야가다 야게(봉숭아 학당)
- 남자!(봉숭아 학당)
- 강력한 남자 강남(봉숭아 학당)
- 요즘 애들이 얘처럼 너무 야게!(봉숭아 학당)
- 학생들! (버스킹 어게인)
- 거의 얘가 다 불러요(버스킹 어게인)
- 저리 가! 가! 가! 가! 가라가라가쳐 확 가쳐 내 안에 가쳐 확가쳐!(버스킹 어게인)
- ☆☆☆ 1등!(Scene 봉선생)
- 당황스럽다(당황스럽다)

## 가족 관계
- 배우자 : 박혜정 
  - 아들 : 장우빈(2020년 12월생)
  - 딸 : 장다빈(2022년 7월생)

## 수상
- 2012년 제20회 대한민국문화연예대상 한류스타상 개그부문 남자신인상